# Märsta

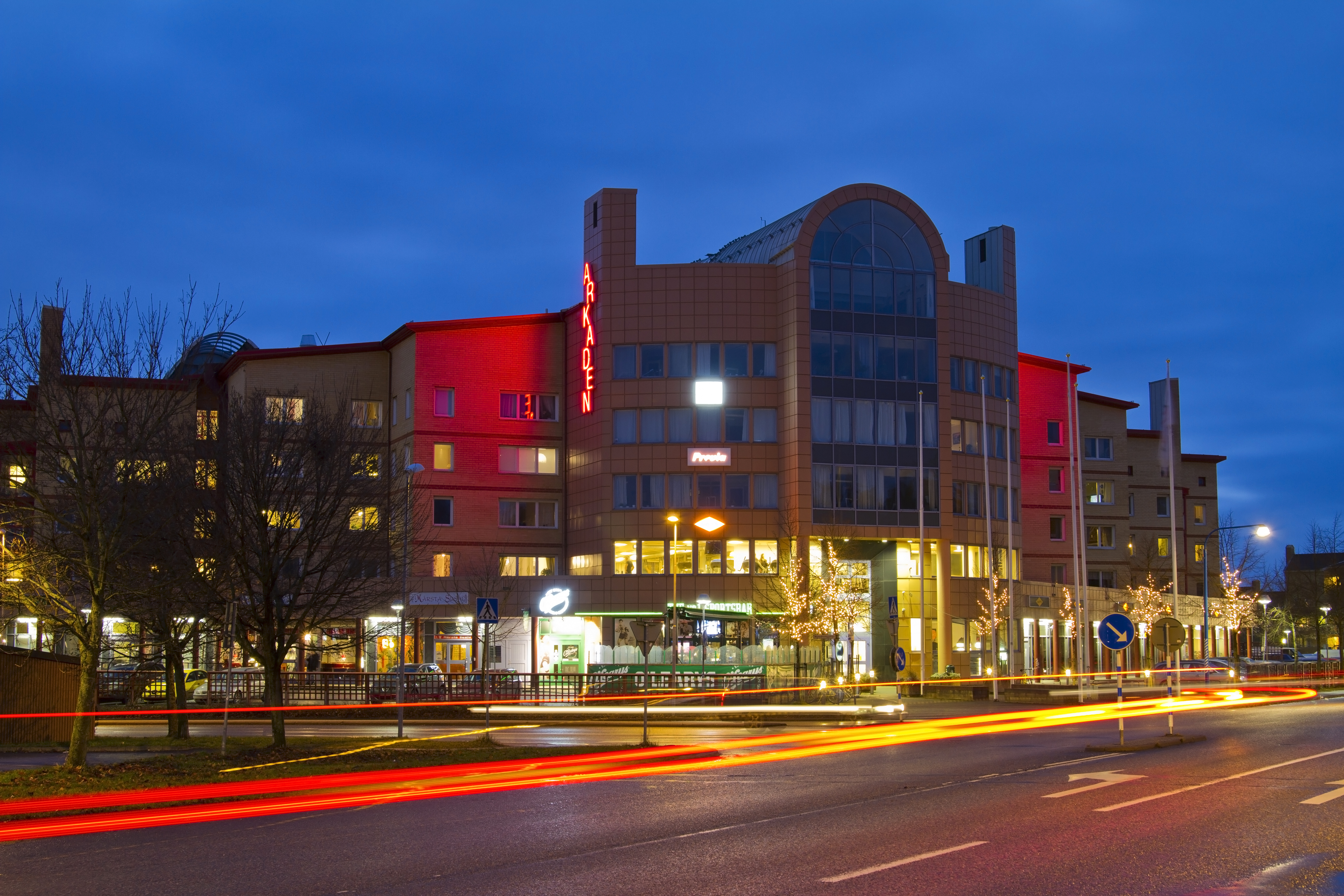
Einkaufszentrum in Märsta

Märsta ist eine Stadt in der schwedischen Provinz Stockholms län und der historischen Provinz Uppland.
Der Hauptort der Gemeinde Sigtuna liegt etwa 36 km nördlich von Stockholm an der Bahnstrecke Stockholm–Sundsvall. Hier enden auch die Vorortzüge (schwed. Pendeltåg) aus Stockholm und es besteht Anschluss an die umgangssprachlich als Uppsalapendeln bezeichneten SJ-Regionalzüge nach Uppsala.
Ein großer Teil der Erwerbstätigen in Märsta pendelt zum sechs Kilometer nördlich gelegenen Flughafen Arlanda oder nach Stockholm. Neben der Gemeindeverwaltung gibt es noch einige kleinere Industriebetriebe in Märsta.

## Geschichte
Märsta war erst ein kleiner Ort, dessen Gasthaus eine wichtige Station der Postboten auf der Strecke Stockholm-Uppsala war. Ein erster Aufschwung kam 1866 mit der Einrichtung eines Bahnhofs an der neuen Eisenbahnlinie. Im Laufe des schwedischen Millionenprogrammes in den 1960er Jahren sollten auf den vier umliegenden Hügeln Wohnsiedlungen entstehen. Letztlich wurde aber nur auf zwei Hügeln gebaut, da die anderen beiden zu nahe an der Einflugschneise des Flughafens Arlanda lagen. Dies hatte zur Folge, dass das planmäßig errichtete Ortszentrum heute eher am Rande der Siedlung liegt.
In den 1980er Jahren zogen viele Händler in den Gewerbepark Arlandastad, der direkt an der Autobahn gebaut wurde, was sich negativ auf die Infrastruktur Märstas auswirkte.

## Sport
- Märsta ist der Heimatort des American-Football-Vereins Arlanda Jets und des Handballvereins Skånela IF.
- Valsta Syrianska IK ist ein Sportverein, dessen Fußballmannschaft zurzeit (Stand: Juni 2013) in der Division 1 Norra, der dritthöchsten Spielklasse Schwedens, spielt.

## Sonstiges
In Märsta, insbesondere im Stadtteil Valsta, leben an die 500 Familien aramäischer Herkunft. Sie stammen überwiegend aus dem Dorf Kellef (türkisch Dereiçi) im Südosten der Türkei. In dieser Region, dem Tur Abdin, lebten bis in die 1960er-Jahre etwa 20.000 Aramäer. Die Kellefeniye (so die Eigenbezeichnung der einstigen Bewohner Kellefs) sind zu einem festen Bestandteil des gesellschaftlichen Lebens der Stadt geworden. So gründeten sie den Fußballclub Syrianska Föreningen, der 1993 mit Valsta IK zum Valsta Syrianska IK zusammengeschlossen wurde. Im April 2011 erfolgte die Einweihung ihrer Kirche Mor Yuhanun (St. Johannes) im Stadtteil Valsta. Sie sind Angehörige der Syrisch-Orthodoxen Kirche von Antiochien.

## Persönlichkeiten
- Yolanda Ngarambe (* 1991), Leichtathletin
- Viktor Östlund (* 1992), Handballspieler